# 出発進行!マツケイです
出発進行!マツケイです(しゅっぱつしんこう!まつけいです)は、ラジオ大阪で月曜日火曜日の朝に放送されていたワイド番組である。因みに水曜日～金曜日はフリーアナウンサーの梅田淳が担当する「出発進行!うめじゅんです」が放送されている。
2009年3月31日の放送をもって番組終了となった。

## 放送時間
- 毎週月・火曜日 7:00～8:52

## 出演者
- 松本恵治
  - ラジオ大阪アナウンサー。
- 奥井ともこ
  - 関西を中心に活動するパーソナリティ。MBSラジオの浜村淳のなんばでルンバ!にも出演している。以前はこの番組の裏にあたるありがとう浜村淳ですにも出演していた。

## 主なコーナー
- 気になるニュース(Part1･2)
- ウェザーNAVI(日本気象協会キャスターによる天気予報と生活情報)
- 出発進行HOTコーナー
- マツケイのスポーツスクランブル
- 武田鉄矢・今朝の三枚おろし